# Elizabeth Simpson Inchbald
Œuvres principales
- A Simple Story (1791)
- Nature and Art (1796)

Elizabeth Inchbald, née le 15 octobre 1753 à Stanningfield et morte le 1er août 1821 à Kensington, est une romancière, dramaturge, et actrice anglaise.

## Biographie
Fille de John Simpson, un fermier catholique, Inchbald s’instruit elle-même et ne doit qu’à une difficulté de prononciation, qu’elle finit par vaincre, de ne pas suivre tout d’abord la carrière théâtrale qu’un de ses frères a déjà adoptée. Elle s’émancipe de bonne heure et vient, à l’âge de seize ans, chercher fortune à Londres. Après des aventures qui mettent sa vertu en danger, elle est préservée des dangers auxquels l’exposent sa beauté et sa jeunesse par l’acteur et portraitiste Inchbald qui l’épouse.
Elle débute sur le théâtre à Bristol (1772), dans le rôle de Cordelia, tandis que son mari joue le roi Lear. Pendant un séjour en France, où Joseph Inchbald essaie vainement de vivre de sa peinture, elle a l’idée d’écrire des comédies. Après la mort de son mari en 1779, Inchbald réussit à se faire engager au théâtre de Covent Garden, et continue à jouer, tantôt à Londres, tantôt en tournée, sans jamais avoir un grand succès mais, en même temps, elle donne des pièces de théâtre.
Si le succès d’Inchbald, comme actrice, est ordinaire, comme auteure, elle réussit mieux. Le Covent-Garden joue, en 1786, sa petite comédie du Conte Mogol (The Mogul Tale). Depuis cette époque jusqu’en 1805, elle donne dix-huit autres pièces, qui sont presque toutes bien accueillies du public et le plus souvent adaptées du français
Inchbald donne également quelques romans, dont le plus célèbre, intitulé Simple histoire, (The Simple story, 1791, 4 vol. in-12) obtient un brillant succès. Malgré le titre, l’action du roman n’est pas simple : plusieurs des personnages, comme lord et lady Elmwood, appartiennent au monde aristocratique. L’intérêt est soutenu, les scènes s’enchaînent bien et certains caractères, Miss Milner, Sandford, lord Elmwood, sont excellents. Simple histoire est aussitôt traduit en français par Deschamps (1791, 4 vol.) et Scribe en tire une comédie-vaudeville pour le Théâtre de Madame (26 mai 1826).
Le second roman d’Inchbald, la Nature et l’Art (Nature and Art, 1796), ne vaut pas le premier, au moins pour la variété des caractères, mais l’épisode d’Agnès et du Juge William est d’un haut intérêt dramatique que fait ressortir la simplicité du style. Ce roman est également traduit en français par Deschamps (1796, 2 vol.). Des éditions d’auteurs du théâtre anglais moderne occupèrent ses dernières années.
Très répandue et très recherchée dans les salons littéraires et mondains pour sa grâce et sa beauté, Elizabeth Inchbald a écrit de curieux mémoires qui sont, par son ordre exprès, détruits à sa mort.

## Œuvre littéraire
Théâtre
- Mogul Tale; or, The Descent of the Balloon (1784)
- Appearance is against Them (1785)
- I'll Tell you What (1785)
- The Widow's Vow (1786)
- The Midnight Hour (1787)
- Such Things Are (1787)
- All on a Summer's Day (1787)
- Animal Magnetism (1788?)
- The Child of Nature (1788)
- The Married Man (1789)
- Next Door Neighbours (1791)
- Everyone has his Fault (1793)
- To Marry, or not to Marry (1793)
- The Wedding Day (1794)
- Wives as They Were and Maids as They Are (1797)
- Lovers' Vows (1798)
- The Wise Man of the East (1799)
- The Massacre (1792) (non jouée)
- A Case of Conscience (publiée 1833)
- The Ancient Law (non jouée)
- The Hue and Cry (non publiée)
- Young Men and Old Women (Lovers No Conjurers) (non publiée)

Romans
- A Simple Story (1791)
- Nature and Art (1796)

Contributions
- The British Theatre. 25 vols. (1806–9)
- Collection of Farces and Afterpieces. 7 vols. (1809)
- The Modern Theatre. 10 vols. (1811)

Traductions françaises
- Simple Histoire, traduction de l'anglois, de Mistriss Inchbald (1791).
- Lady Mathilde, suite de Simple Histoire (1793)
- La Nature et l'art, 1797 Traduction de Jean Marie Deschamps de l'édition originale en anglais de 1796
- Je vais vous expliquer (comédie en 5 actes), Les apparences contre soi (farce en 2 actes), contenues dans Elizabeth Inchbald et la comédie "sentimentale" anglaise au XVIIIe siècle : étude critique (1971)
- Épouses d'autrefois et jeunes filles d'aujourd'hui, contenue dans Elizabeth Inchbald et la revendication féminine au dix-huitième siècle (1973)

## Sources
- (en) Elizabeth Inchbald, A Simple Story, J. M. S. Tompkins, 1988 pour son introduction par Jane Spencer.
- F. Moreux, Elizabeth Inchbald et la comédie "sentimentale" anglaise au XVIIIe. Étude critique suivie de deux pièces (texte et traduction), 1971.
- Jacques-Alphonse Mahul, Annuaire nécrologique, ou Supplément annuel et continuation de toutes les biographies ou dictionnaires historiques, 3e année, 1822, Paris : Ponthieu, 1823, p.286-291